# Deuxième législature d'Andorre
La deuxième législature après la constitution du Conseil général d'Andorre de 1993 s'est ouverte en 1997 est s'est terminée en 2001.

## Composition de l'exécutif
- Syndic général : Josep Dallerès Codina
- Sous-syndic général : Miquel Aleix Areny
- Secrétaire de la syndicature : Maria Rosa Ferrer Obiols et Estanislau Sangrà Cardona
- Secrétaire général : Carles Santacreu Coma

## Composition du conseil général
| Parti | Parti                             | Membres |
| ----- | --------------------------------- | ------- |
|       | Union libérale                    | 16      |
|       | Groupement national démocratique  | 6       |
|       | Initiative démocratique nationale | 2       |
|       | Union parroquial d'Ordino         | 2       |
|       | Nouvelle démocratie               | 2       |
| Total | Total                             | 28      |

## Liste des conseillers généraux de 1997-2001
- Maria Rosa Ferrer Obiols, secrétaire de la syndicature
- Estanislau Sangrà Cardona, secrétaire de la syndicature
- Vicenç Alay Ferrer
- Josep Areny Fité
- Modest Baró Moles
- Ladislau Baró Solà
- Jaume Bartumeu Cassany
- Antoni Calvó Casal
- Enric Casadevall Medrano
- Antoni Cerqueda Gispert
- Francesc Cerqueda Pascuet
- Jordi Cinca Mateos
- Simó Duró Coma
- Enric Dolsa Font
- Josep Garrallà Rossell
- Antoni Martí
- Pere Moles Aristot
- Francesc Xavier Mora
- Josep Àngel Mortés Pons
- Jaume Riba Sabaté
- Josep Anton Ribes Roca
- Francesc Rodríguez Rossa
- Gilbert Saboya Sunyé
- Jordi Torres Alís
- Joan Travesset Grau